# ヴォン・ヴィレブランド病

フォン・ウィルブランド病（Von Willebrand disease、略称vWD）は、出血傾向の異常を主徴とする疾患のこと
。

## 概要
フォン・ウィルブランド因子（VWF）の遺伝的欠損症で血小板の機能異常をおこす。通常は常染色体優性遺伝だが常染色体劣性遺伝例もみられる。症状は紫斑、鼻出血、歯肉出血、粘膜出血などの表在性の出血、また血便、消化管出血、性器過剰出血もみられる。VWFの量的欠損の1型と質的異常の2型、完全にVWFが生成されない3型に分けられる。1型の患者が最も多く、3型の患者はもっとも重症例となる。
| 状態                          | プロトロンビン時間 | 活性化部分トロンボプラスチン時間 | 出血時間 | 血小板数             |
| ----------------------------- | ------------------ | -------------------------------- | -------- | -------------------- |
| ビタミンK欠乏 or ワルファリン | 延長               | 変化なし または やや延長         | 変化なし | 変化なし             |
| 播種性血管内凝固症候群        | 延長               | 延長                             | 延長     | 減少                 |
| ヴォン・ヴィレブランド病      | 変化なし           | 延長 or 変化なし                 | 延長     | 変化なし             |
| 血友病                        | 変化なし           | 延長                             | 変化なし | 変化なし             |
| アスピリン                    | 変化なし           | 変化なし                         | 延長     | 変化なし             |
| 血小板減少症                  | 変化なし           | 変化なし                         | 延長     | 減少                 |
| 急性肝不全                    | 延長               | 変化なし                         | 変化なし | 変化なし             |
| 末期肝不全                    | 延長               | 延長                             | 延長     | 減少                 |
| 尿毒症                        | 変化なし           | 変化なし                         | 延長     | 変化なし             |
| 無フィブリノーゲン血症        | 延長               | 延長                             | 延長     | 変化なし             |
| 第V因子欠乏                   | 延長               | 延長                             | 変化なし | 変化なし             |
| 第X因子欠乏                   | 延長               | 延長                             | 変化なし | 変化なし             |
| 血小板無力症                  | 変化なし           | 変化なし                         | 延長     | 変化なし             |
| ベルナール・スリエ症候群      | 変化なし           | 変化なし                         | 延長     | 減少 または 変化なし |
| 第XII因子欠乏                 | 変化なし           | 延長                             | 変化なし | 変化なし             |
| 遺伝性血管浮腫                | 変化なし           | 短縮                             | 変化なし | 変化なし             |

## 診断
軽度のフォン・ウィルブランド病の場合は一時的なVWFの濃度上昇があり、偽陰性をおこす場合があるため検査を繰り返す必要がある。確定診断は全血漿VWV因子抗原の測定などをおこなう。

## 治療
治療はVWFの補充療法をおこなう。